# Spilsby
Spilsby è un paese di 2 336 abitanti della contea del Lincolnshire, in Inghilterra.

## Amministrazione

### Gemellaggi
- Fresnay-sur-Sarthe, Francia